# Francuz (film 2004)
Francuz (Француз) è un film del 2004 diretto da Vera Storoževa.

## Trama
Il film racconta di un aristocratico francese ereditario che sogna l'amore. Ma le donne avevano bisogno di lui solo a causa delle sue condizioni. E all'improvviso ha iniziato a ricevere lettere da una ragazza russa.